# Lobkove, Vasîlivka
Lobkove (în ucraineană Лобкове) este un sat în comuna Peatîhatkî din raionul Vasîlivka, regiunea Zaporijjea, Ucraina.

## Demografie
Componența lingvistică a localității Lobkove
     Ucraineană (79,8%)
     Rusă (18,18%)
     Bulgară (1,01%)
     Belarusă (1,01%)
Conform recensământului din 2001, majoritatea populației localității Lobkove era vorbitoare de ucraineană (79,8%), existând în minoritate și vorbitori de rusă (18,18%), bulgară (1,01%) și belarusă (1,01%).